# Joan Willem Meijer
Joan Willem Meijer (Zwolle, 21 februari 1840 – aldaar, 30 december 1928) was een Nederlands kunstschilder. Hij stond bekend om zijn romantische schilderijen van winterlandschappen en stadsgezichten, vooral in en rond zijn geboortestad Zwolle.

## Leven
Joan Willem Meijer werd geboren als zoon van Gerhardus Meijer en Janna List. Hij volgde zijn artistieke opleiding onder andere bij Adrianus Serné, stadstekenmeester van Zwolle. In zijn jonge jaren verbleef hij ook korte tijd in Haarlem (1858) en Rotterdam (1861), waarna hij zich definitief in Zwolle vestigde.
In 1873 trouwde hij met Antje Petronella Eskes. Meijer woonde op verschillende adressen in Zwolle, waaronder de Papendwarsstraat, de Ossenmarkt en de Diezerstraat. Hij bleef tot op hoge leeftijd actief als schilder.

## Werk

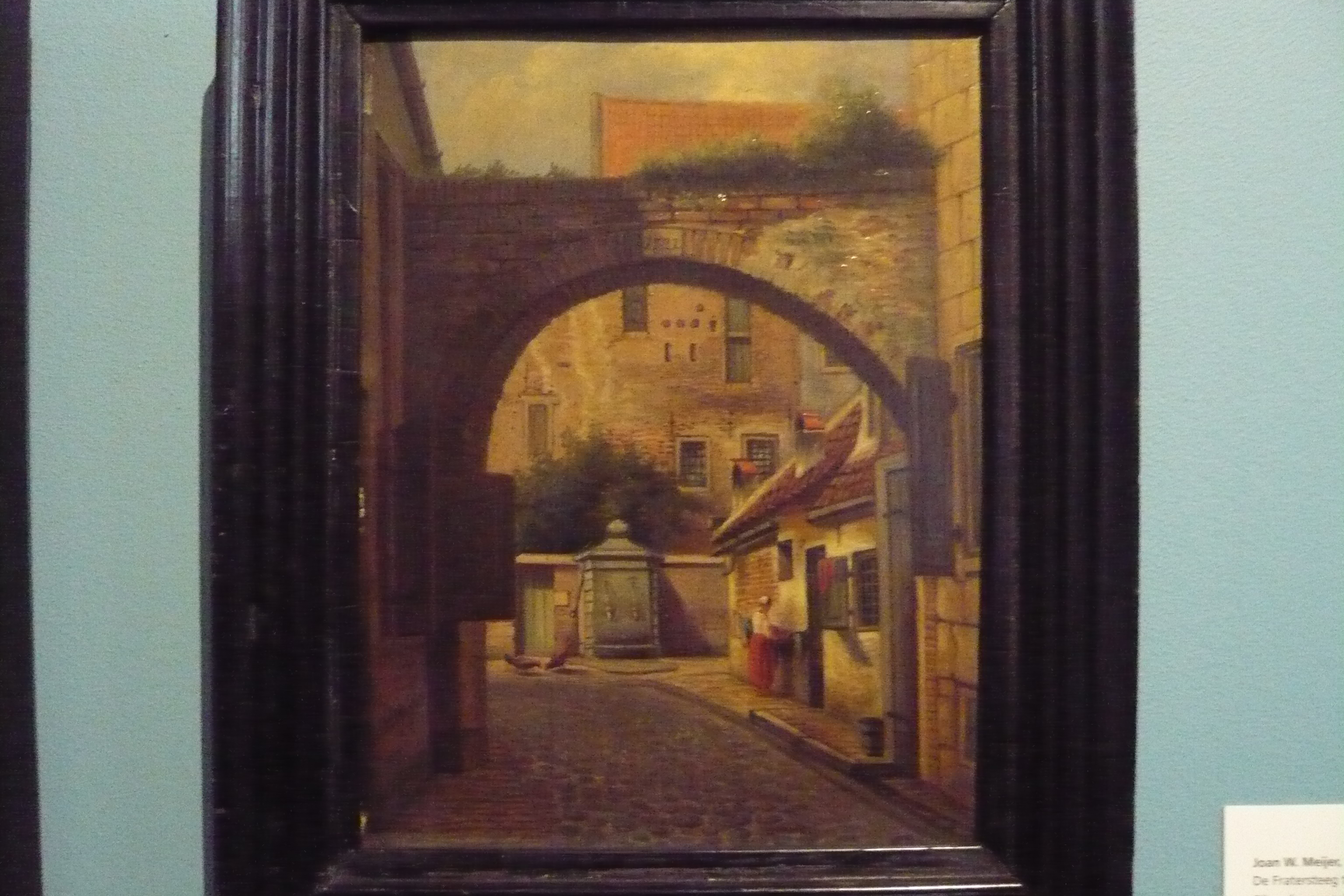
Joan Willem Meijer, gezicht op De Fratersteeg in Zwolle, ca. 1860-1884, collectie Stedelijk Museum Zwolle

Meijer schilderde en tekende voornamelijk winterlandschappen, stadsgezichten en riviergezichten. Zijn stijl was realistisch en werd beïnvloed door de romantische traditie, met oog voor sfeer en detail. Zijn werk wordt vaak vergeleken met dat van andere Zwolse schilders als Derk Jan van der Laan en Willem Gerrit van Ulsen.
Een bekend werk is De Sassenpoort (ca. 1890), een stadsgezicht van Zwolle, dat zich bevindt in de collectie van het Stedelijk Museum Zwolle.
Sommige van zijn tekeningen zijn dubbel gesigneerd (in potlood en inkt), mogelijk met de bedoeling om authenticiteit of auteurschap te waarborgen.

## Erfgoed
Het werk van Meijer maakt deel uit van regionale collecties en is getoond in tentoonstellingen over de geschiedenis van Zwolle. Zijn schilderijen geven een waardevol beeld van de stedelijke en landschappelijke omgeving van de 19e-eeuwse Hanzestad.

## Overlijden
Meijer overleed op 30 december 1928 in Zwolle, 88 jaar oud. Hij liet meerdere kinderen na, waaronder een zoon die eveneens tekenaar was.